# Leptostylus decipiens
Leptostylus decipiens là một loài bọ cánh cứng trong họ Cerambycidae.